# Parafia Matki Bożej Częstochowskiej w Biskupicach Radłowskich
Parafia Matki Bożej Częstochowskiej w Biskupicach Radłowskich – parafia rzymskokatolicka znajdująca się w diecezji tarnowskiej, w dekanacie Radłów.

## Proboszczowie
- ks. Jan Lizak (1981–2004)
- ks. Grzegorz Żyrkowski (2004–2016)
- ks. Marek Bach (2016–2023)
- ks. Wojciech Dudzik (od 2023)